# Walerij Biechtieniew
Walerij Borisowicz Biechtieniew, ros. Валерий Борисович Бехтенев (ur. 25 listopada?/8 grudnia 1914 w Barnaule; zm. 25 lutego 1993 w Moskwie) – rosyjski piłkarz, grający na pozycji napastnika lub pomocnika, trener piłkarski.

## Kariera piłkarska
W 1929 rozpoczął karierę piłkarską w zespole Dinamo Taganrog. W 1933 został piłkarzem innego Dinama, z miasta Armawir. W 1934 przeszedł do głównej dynamowskiej drużyny obwodu, Dinamo Rostów nad Donem. W 1937 został oddelegowany na rok do Dinama Erywań, po czym powrócił do Rostowa. W 1939 został zaproszony do centralnego klubu Dinamo Moskwa, w którym występował do 1947. W 1948 odszedł do drużyny Dynamy Mińsk. W następnym roku powrócił do Dinama Erywań, w którym zakończył karierę piłkarza.

## Kariera trenerska
Po zakończeniu kariery piłkarza rozpoczął pracę szkoleniowca. W 1950 prowadził Trudowyje Riezierwy Frunze, a w 1952 Burevestnik Kiszyniów. Od sierpnia 1954 do 1955 trenował Torpedo Gorki. W 1956 kierował reprezentację Uzbeckiej SRR oraz głównym klubem republiki, Paxtakorem Taszkent. W 1957 został mianowany na stanowisko starszego trenera Szachtara Kadijewka, w którym pracował do sierpnia 1958. Potem pomagał trenować Paxtakor Taszkent i Lokomotiw Moskwa. W 1966 dołączył do sztabu szkoleniowego Kubania Krasnodar, w którym najpierw pracował jako dyrektor techniczny, a potem do 1967 stał na czele klubu. Od 1968 do sierpnia 1969 trenował Zienit Iżewsk, a w latach 1970-1971 Lokomotiw Kaługa. W 1972 kierował Motorem Włodzimierz.
25 lutego 1993 zmarł w Moskwie, w wieku 78 lat.

## Sukcesy i odznaczenia

### Sukcesy piłkarskie
Dinamo Moskwa
- mistrz ZSRR: 1940, 1945
- wicemistrz ZSRR: 1946

### Odznaczenia
- tytuł Mistrza Sportu ZSRR